# Општина Тамаши (Бакау)
Тамаши (рум. Tamaşi) општина је у Румунији у округу Бакау.
Oпштина се налази на надморској висини од 154 m.